# 10e législature de la Colombie-Britannique

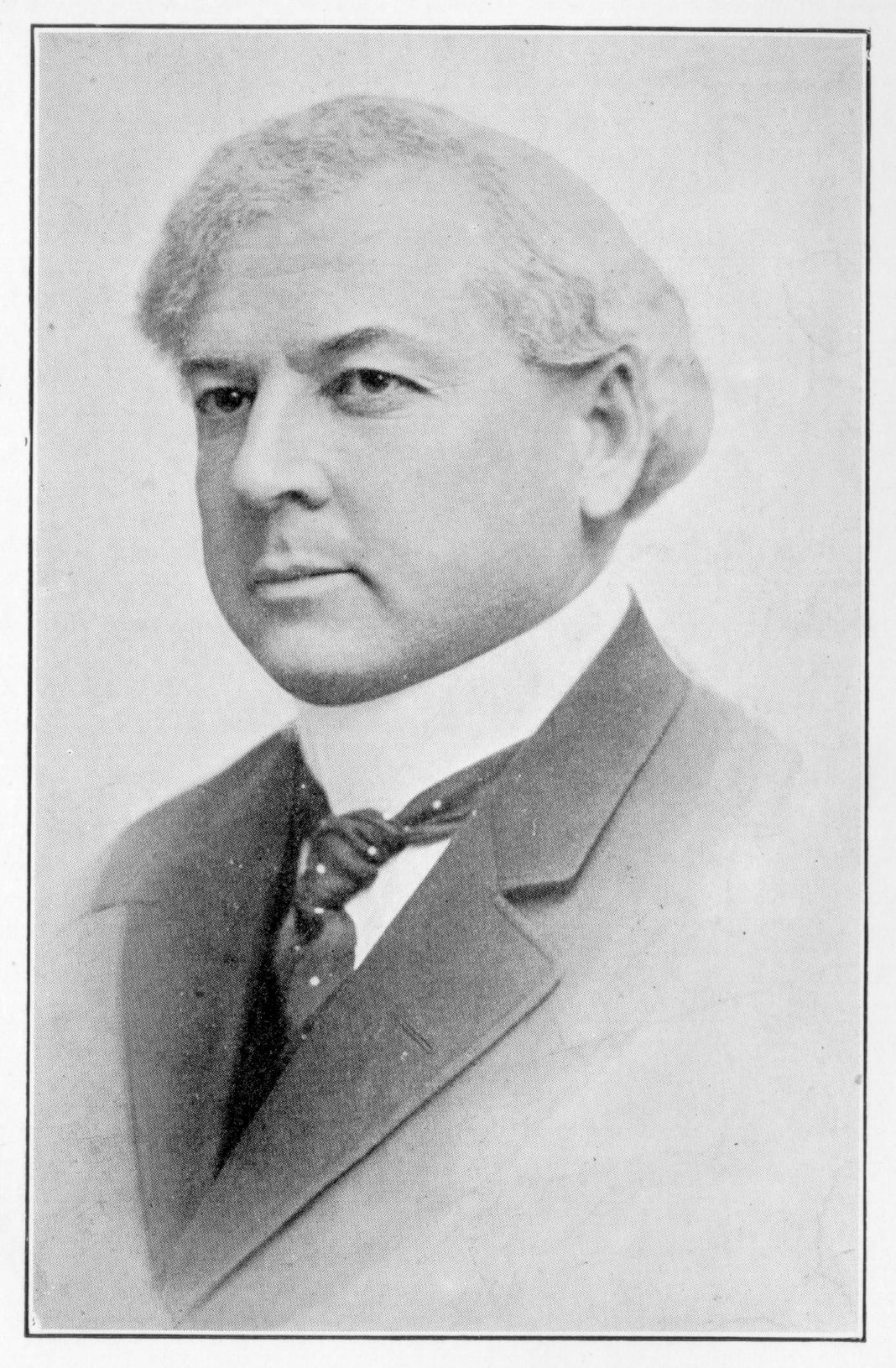
Richard McBride, premier ministre (1903-1915)

La 10e législature de la Colombie-Britannique a siégé de 1903 à 1906. Ses membres sont élus lors de l'élection générale de 1903. Cette élection est la première à voir apparaître les partis politiques. Le Parti conservateur de la Colombie-Britannique dirigé par Richard McBride remporte l'élection et forme un gouvernement majoritaire.
Charles Edward Pooley est président de l'Assemblée pendant toute la durée de la législature.

## Membre de la 10elégislature
| Député | Député                           | Circonscription      | Parti        |
| ------ | -------------------------------- | -------------------- | ------------ |
|        | William Wallace Burns McInnes    | Alberni              | Libéral      |
|        | Henry Esson Young                | Atlin                | Conservateur |
|        | Harry Jones                      | Cariboo              | Libéral      |
|        | James Murphy                     | Cariboo              | Libéral      |
|        | Charles William Munro            | Chilliwhack          | Libéral      |
|        | Wilmer Cleveland Wells           | Columbia             | Libéral      |
|        | Robert Grant                     | Comox                | Conservateur |
|        | John Newell Evans                | Cowichan             | Libéral      |
|        | James Horace King                | Cranbrook            | Libéral      |
|        | John Oliver                      | Delta                | Libéral      |
|        | Richard McBride                  | Dewdney              | Conservateur |
|        | Charles Edward Pooley            | Esquimalt            | Conservateur |
|        | William Roderick Ross            | Fernie               | Conservateur |
|        | George Arthur Fraser             | Grand Forks          | Conservateur |
|        | John Robert Brown                | Greenwood            | Libéral      |
|        | Thomas Wilson Paterson           | The Islands          | Libéral      |
|        | Frederick John Fulton            | Kamloops             | Conservateur |
|        | Robert Francis Green             | Kaslo                | Conservateur |
|        | Archibald McDonald               | Lillooet             | Conservateur |
|        | James Hurst Hawthornthwaite      | Nanaimo City         | Socialiste   |
|        | John Houston                     | Nelson City          | Conservateur |
|        | Parker Williams                  | Newcastle            | Socialiste   |
|        | Thomas Gifford                   | New Westminster City | Conservateur |
|        | Price Ellison                    | Okanagan             | Conservateur |
|        | Thomas Taylor                    | Revelstoke           | Conservateur |
|        | Francis Lovett Carter-Cotton     | Richmond             | Conservateur |
|        | James Alexander MacDonald        | Rossland City        | Libéral      |
|        | Henry Ernest Tanner              | Saanich              | Libéral      |
|        | Lytton Wilmot Shatford           | Similkameen          | Conservateur |
|        | Charles William Digby Clifford   | Skeena               | Conservateur |
|        | William Davidson                 | Slocan               | Travailliste |
|        | William John Bowser              | Vancouver City       | Conservateur |
|        | James Ford Garden                | Vancouver City       | Conservateur |
|        | Alexander Henry Boswell MacGowan | Vancouver City       | Conservateur |
|        | Robert Garnett Tatlow            | Vancouver City       | Conservateur |
|        | Charles Wilson                   | Vancouver City       | Conservateur |
|        | William George Cameron           | Victoria City        | Libéral      |
|        | Richard Low Drury                | Victoria City        | Libéral      |
|        | Richard Hall                     | Victoria City        | Libéral      |
|        | James Dugald McNiven             | Victoria City        | Libéral      |
|        | Stuart Alexander Henderson       | Yale                 | Libéral      |
|        | Harry Wright                     | Ymir                 | Conservateur |

Notes:
1. ↑  N'est pas un parti provincial. La circonscription possède son propre Parti travailliste autonome et local.

## Répartition des sièges
| Parti    | Parti        | Député(s) |
| -------- | ------------ | --------- |
|          | Conservateur | 22        |
|          | Libéral      | 17        |
|          | Socialiste   | 2         |
|          | Travailliste | 1         |
| Total    | Total        | 42        |
| Majorité | Majorité     | 2         |

## Élections partielles
Durant cette période, une élection partielle était requise à la suite de la nomination d'un député au cabinet.
- Charles Wilson, procureur général[4], élu le 21 novembre 1903
- Frederick John Fulton, président du conseil exécutif[5], élu sans opposition le 1er juin 1904

D'autres élections partielles ont été tenues pour diverses autres raisons:
| Circonscription | Député             | Parti        | Élection        | Motif                                                                      |
| --------------- | ------------------ | ------------ | --------------- | -------------------------------------------------------------------------- |
| Lillooet        | Archibald McDonald | Conservateur | 16 août 1904    | L'élection de A. McDonald est déclarée nulle par un acte de la législature |
| Alberni         | William Manson     | Conservateur | 22 juillet 1905 | W.W.B. McInnes est nommé commissaire du Yukon le 20 mai 1905               |